# ジュリウス・マーダ・ビオ
ジュリウス・マーダ・ウォニー・ビオ（英語: Julius Maada Wonie Bio, 1964年5月12日 - ）はシエラレオネの政治家、元軍人。同国大統領（第5代）。
同国の与党であるシエラレオネ人民党の党首も務めている。最終階級は准将。1996年当時に独裁者として権勢を振るっていたバレンタイン・ストラッサーにクーデターを起こし、国外追放させた。

## 経歴・人物
1964年、シエラレオネの南部のシェルブロ族のソグビニ首長領にある小さな田舎村ティフンで生まれ、ソグビニ首長の親族である父親チャーリー・ビオ2世には9人の妻がおり、ビオは母アミナの元、父親の35人兄弟の子供の33人目として生まれた。ビオの名前はソグビニ首長のシェルブロ族の準酋長でもあった父方の祖父ジュリウス・マーダ・ウォニー・ビオの名に因んで名付けられた。実家はカトリック教徒だった。ティフンにあるローマ・カトリック系の小学校で初等教育を受けるが、プジェフンの町にある小学校の教師をしていた姉のアグネスの元で姉と一緒に暮らし、中等教育学校は姉の勧めでボーにある全寮制ボー・ガバメント・セカンダリー・スクールに入学する事となった。1985年に陸軍士官学校へ入学。2年後には少尉として卒業。
ビオは数年に渡って、リベリアに派遣されリベリア内戦に将兵として従事していた。1991年3月にチャールズ・テーラーのリベリア国民愛国戦線(NPFL)とテーラーの同盟のアハメド・フォディ・サンコーの革命統一戦線（RUF）が隣国リベリアからシエラレオネに侵攻し、国境地帯を制圧した。ビオは数人の同僚と共にリベリアから帰国を命じられ、カイラフン地区で新たに急遽編成された600人のメンバーからなるグラディオという大隊に参加した。大半の兵士はNPFLとRUF相手に逃げたがビオは4週間グラディオに在籍した。後ビオはセグブエマに移動した。そこでの指揮官はビオの旧友プリンス・ベンジャミン・ハーシュであった。ビオとハーシュはジョセフ・サイドゥ・モモの独裁政権に不満で体制を変えようと話していた。他の将校達も同じ考えを持っていた。ビオとハーシュが体制を変えようと話していた時、若いバレンタイン・ストラッサー大尉が訪ねてきて、1992年4月29日の夜にクーデターを計画すると聞かされた。そしてストラッサー大尉率いる40人の軍の将校が軍事クーデターを起こし、モモ独裁政権が倒され、ストラッサーが政権を奪取した。多くのビオの同僚の兵士達がクーデターに参加したが、ビオはセグブエマに留まりクーデターに参加しなかった。
クーデター後、少尉だったビオは大尉に昇進した。また、最高国務会議の主要メンバーとなり、同時に南方国務長官に任命された。1993年にストラッサーの副官だったソロモン・ムサとストラッサーとの関係が悪くなるとビオは彼を亡命させた。ムサの亡命後、ビオは准将に昇進し、NPRC副議長と国務長官を兼ねることになった。徐々にビオの地位が上がり、ストラッサーはビオに対して後塵を拝するようになった。
1995年から1996年にビオとストラッサーとの間で和平を確立してから選挙を行うか、その逆を行うかで論争が起こった。1996年には、時の国家最高指導者として君臨していたストラッサーを無血クーデターで追放させ、国家最高評議会議長に就任した。しかし、同年に議長及び軍を引退し、母国を離れアメリカに渡たった。アメリカの滞在中の1999年にアメリカ亡命に成功し、さらにワシントンD.C.にあるアメリカン大学で学び、国際関係学の修士号を取得。アメリカでインターナショナル・システムズ・サイエンス社など様々な企業に就職した。
2003年にシエラレオネに帰国し、ダイアモンド評価のビジネスなど様々なベンチャー企業を立ち上げた。2005年にシエラレオネ人民党（SLPP）に入党し、9月のSLPPの党首選に出馬するも落選。2007年に再びSLPPの党首選に出馬するも落選した。2008年にはカカオとコーヒーの生産会社であるトロピカル・ファームズ社を設立した。2012年の大統領選挙では、アーネスト・コロマに敗れた。
2018年の大統領選挙に立候補し、3月31日の決選投票では51.89％の票を獲得。与党であった全人民会議(APC)の候補者であるサムラ・カマラ元外相・財務相（48.19％）に2％差をつけ当選。就任直後に、毎月第一土曜日に「クリーンデー」と定め、国民に毎朝、掃除するように求める。同年9月には、全国内の初等・中等教育の無償化を施行した。2023年6月24日執行の大統領選挙では1回目の投票で得票率56.17％で再選され（当選には55％が必要）、全人民会議のサムラ・カマラは41.16％にとどまり、野党陣営は不正選挙として結果受け入れを拒否した。
2025年6月22日、ナイジェリアのアブジャで開催された通常の首脳会議において、ジュリウス・マーダ・ビオ氏が西アフリカ経済共同体（ECOWAS）の議長に選出された。

## 私生活
カトリック教徒である。2013年にはイスラム教徒のガンビア系のシエラレオネ人の元女優ファティマ・マーダ・ビオと結婚し、2015年にファティマ夫人との間に娘のアミナを儲けた（もう1人の息子となるはずだったハムザは早世）。また現在アメリカ在中のビオの離婚した前妻フランセス・ビオ夫人との間にはアグネス、チャーリー、アイバンの3人の子供がいる。ビオは熱心なカトリック教徒だがファティマ夫人はイスラム教徒である為、イギリスのロンドンで非公開で結婚式を挙げた際、イスラム教徒のファティマ夫人とその家族に配慮して、教会とモスクの両方で式を挙げた。

## 脚註
1. ↑  ビオ氏へのインタビュー
2. ↑  “シエラレオネ、新大統領に元軍政トップのビオ氏　決選投票で勝利”. CNN.co.jp. CNN. (2018年4月5日) 2023年6月28日閲覧。
3. ↑  クリーンデー施行　- afbニュース
4. ↑  無償化教育　- AFP
5. ↑  “現職大統領の再選発表　野党は結果拒絶―シエラレオネ”. 時事ドットコム. 時事通信社. (2023年6月28日) 2023年6月28日閲覧。
6. ↑  “ジュリウス・マーダ・ビオ、シエラレオネ大統領、ECOWAS議長に選出”. Radio France International (2025年6月22日). 2025年6月23日閲覧。
7. ↑  マーダ家族